# Edzard Ernst
Edzard Ernst (Wiesbaden, Alemanha, 30 de janeiro de 1948) é um médico e pesquisador especializado em medicinas alternativaas. Ele foi professor de Medicina Complementar na Universidade de Exeter, a primeira posição acadêmica deste tipo no mundo. 
Ernst presidiu a cátedra de Medicina Física e Reabilitação na Universidade de Viena, até deixar o cargo em 1993 para criar o departamento de Medicina Complementar na Universidade de Exeter, na Inglaterra. Ele se tornou diretor de medicina complementar da Peninsula Medical School em 2002. Ernst foi o primeiro ocupante da cadeira Laing em Medicina Complementar, se aposentando em 2011. Ele nasceu e estudou na Alemanha, onde iniciou sua carreira médica em um hospital homeopático em Munique, e possui cidadania britânica desde 1999. 
Ernst é o fundador de dois periódicos médicos: Focus on Alternative and Complementary Therapies (do qual ele foi editor-chefe até ser descontinuado em 2016) e Perfusion. Ernst teve uma coluna regular no jornal britânico The Guardian, onde ele revisava as notícias sobre medicina complementar do ponto de vista da medicina baseada em evidências. Desde que sua pesquisa começou sobre modalidades alternativas, Ernst tem sido visto como "o açoite contra a medicina alternativa" por publicar pesquisas críticas que expõem métodos sem comprovação de eficácia. Em 2015, ele recebeu o Prêmio John Maddox, patrocinado em conjunto pela Sense About Science e pela Nature, pela coragem de defender a ciência. Harriet Hall chama Ernst de "o maior especialista do mundo ... em Medicina Alternativa".

## Infância
Ernst nasceu na Alemanha em 1948. O médico da sua família era homeopata, e, quando criança, ele a considerava parte da medicina. Seu pai e seu avô eram médicos e sua mãe era assistente de laboratório. Ele quis ser músico, mas sua mãe o convenceu a tentar a medicina, dizendo que seria uma boa "profissão paralela" a seguir.

## Formação e início da atuação profissional
Ernst se graduou como médico na Alemanha em 1978, onde também concluiu suas teses de mestrado e de Ph.D. Ele recebeu formação em acupuntura, treinamento autógeno, fitoterapia, homeopatia, massagem terapêutica e manipulação vertebral. Ele aprendeu homeopatia, acupuntura e outras modalidades enquanto estava em um hospital homeopático em Munique, quando iniciou sua carreira médica. Em 1988, tornou-se professor de Medicina Física e Reabilitação na Hannover Medical School e, passando ao cargo de chefe do departamento desta disciplina na Universidade de Viena em 1990.

## Trabalho em medicinas alternativas
O primeiro professor de medicinas alternativas do mundo,Ernst pesquisa estas terapias com ênfase em eficácia e segurança. Sua pesquisa consiste principalmente em estudar revisões sistemáticas e metanálises de ensaios clínicos; sendo que há algum tempo o seu instituto não realiza estudos clínicos devido a restrições orçamentárias. Ele possui mais de 700 artigos publicados em revistas científicas, e afirma que cerca de cinco por cento da medicina alternativa é apoiada por evidências, o restante não possuindo comprovação devido a não ter sido suficientemente estudado, ou já tendo sido comprovada a sua ineficácia.
O departamento de Ernst na Universidade de Exeter define a medicina complementar como "diagnóstico, tratamento e/ou prevenção que complementa a medicina convencional, contribuindo para um todo comum, ao satisfazer uma demanda não atendida pela ortodoxia ou ao diversificar as estruturas conceituais da medicina".
Ernst diz que na Alemanha e na Áustria as técnicas complementares são praticadas principalmente por médicos qualificados, enquanto que no Reino Unido elas são praticadas principalmente por pessoas sem formação médica. Ele também afirma que o termo "medicina complementar e alternativa" (em inglês Complementary and Alternative Medicine, ou "CAM") é um conceito guarda-chuva quase vazio de significado, e que é necessário fazer uma distinção entre as suas modalidades.
Desde que começou a pesquisar as terapias alternativas, Ernst é visto como "o açoite contra a medicina alternativa" por publicar pesquisas críticas. Em um artigo de 2008 no British Journal of General Practice, Ernst publicou uma lista exaustiva das terapias alternativas que "comprovadamente geram mais bem do que mal", consistindo em: acupuntura para náusea e osteoartrite; aromaterapia como tratamento paliativo para o câncer; hipnose para a dor do parto; massagem, musicoterapia, terapia de relaxamento para ansiedade e insônia ; e alguns extratos de plantas, como a erva de São João para a depressão; espinheiro para insuficiência cardíaca congestiva; e goma de guar para diabetes.

Em nosso livro "Mais Bem que Mal?" ... o especialista em ética Kevin Smith e eu discutimos as muitas questões éticas em torno de medicina alternativa e essencialmente concluímos que não é possível praticar medicina alternativa de forma ética.

## Relatório Smallwood
Em 2005, um relatório do economista Christopher Smallwood, encomendado pessoalmente pelo Príncipe Charles, afirmou que as medicinas alternativas possuíam boa relação custo-benefício e deveriam ser disponibilizadas pelo Serviço Nacional de Saúde inglês (National Health Service, ou NHS). Ernst foi inicialmente convidado a atuar como colaborador no relatório, mas pediu que seu nome fosse retirado após ler um relatório preliminar e se convencer de que Smallwood havia "escrito as conclusões antes de examinar as evidências". O relatório não mencionava se as terapias alternativas eram realmente eficazes e Ernst o descreveu como um "completo lixo enganador".
Ernst, por sua vez, foi criticado por Richard Horton, editor da The Lancet, por ter divulgado conteúdo de um relatório ainda em forma de rascunho. Em uma carta ao The Times, Horton escreveu: "O professor Ernst parece ter quebrado todos os códigos profissionais de comportamento científico ao revelar correspondência referente a um documento que ainda está sendo revisado antes da publicação. Essa quebra de confiança deve ser deplorada".
O secretário particular do Príncipe Charles, Sir Michael Peat, ainda apresentou uma queixa alegando violação de confidencialidade à Universidade de Exeter. Embora ele tenha sido "inocentado de irregularidades", Ernst disse que as circunstâncias em torno da investigação que se seguiu o levaram a se aposentar.
Na edição de 1º de janeiro de 2006 do British Journal of General Practice, Ernst fez uma crítica detalhada do relatório Smallwood.

## Trick or Treatment

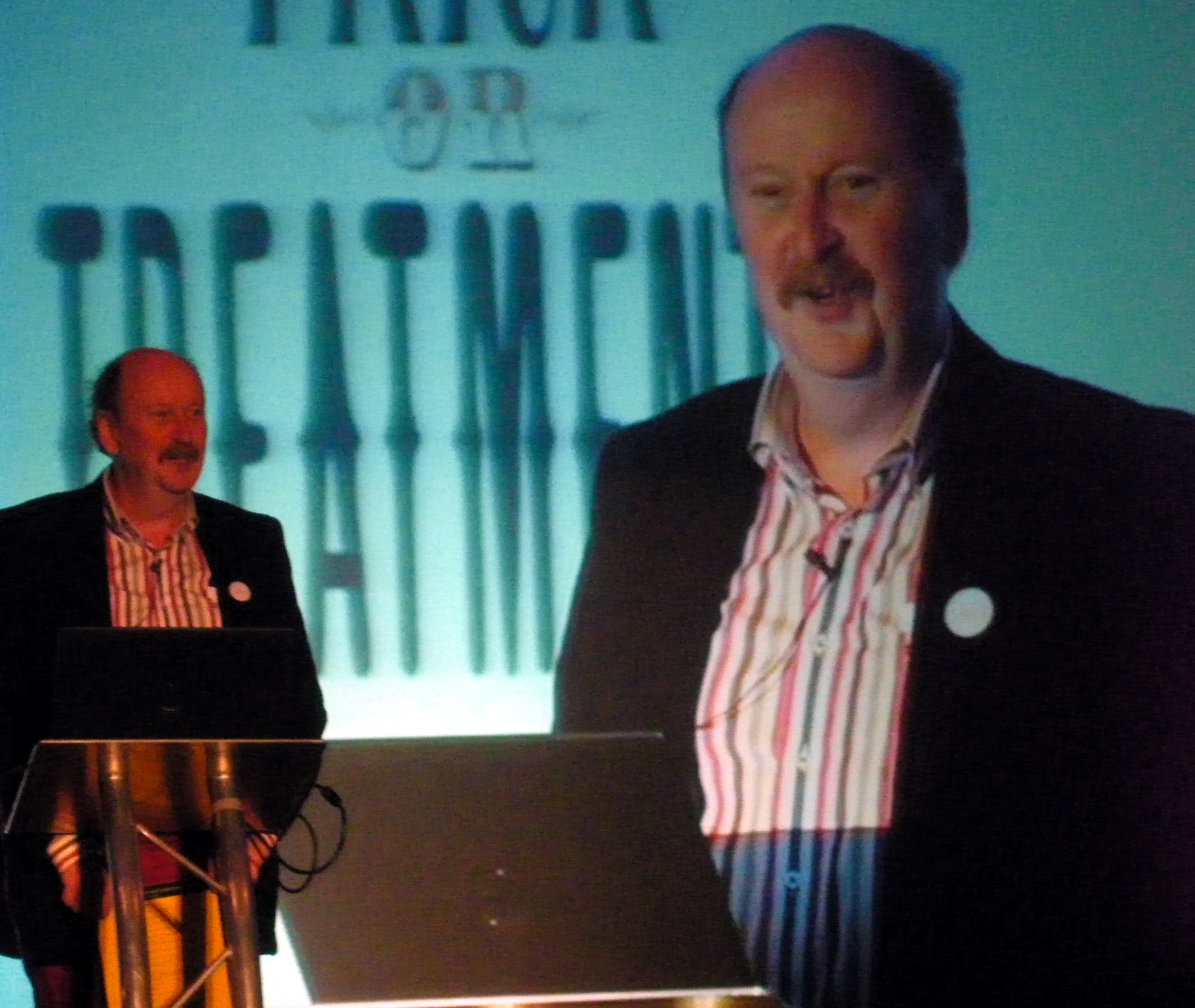
Ernst em uma palestra sobre Trick or Treatment em 2012.

Em 2008, Ernst e Simon Singh publicaram o livro Trick or Treatment? (Truque ou Tratamento?). Os autores desafiaram o Príncipe de Gales, a quem o livro é dedicado, na questão da deturpação de "evidências científicas sobre terapias como homeopatia, acupuntura e reflexologia". Eles afirmaram que a Grã-Bretanha gastava 500 milhões de libras por ano em terapias alternativas sem comprovação de eficácia ou de comprovada ineficácia. Em uma resenha de Trick or Treatment no New England Journal of Medicine, Donald Marcus descreveu Ernst como "uma das pessoas mais qualificadas para resumir as evidências sobre esse tópico".
 

Em 2008, Ernst enviou uma carta aberta pedindo à Royal Pharmaceutical Society da Grã-Bretanha para reprimir os farmacêuticos que vendem produtos homeopáticos sem avisar que estes não têm evidências dos efeitos biológicos alegados. Segundo ele, essa desinformação seria uma violação de seu código de ética: 
 Meu pedido é simplesmente por honestidade. Deixe as pessoas comprarem o que quiserem, mas diga a verdade sobre o que elas estão comprando. Esses tratamentos são biologicamente implausíveis e os testes clínicos mostram que eles não fazem absolutamente nada em seres humanos. O argumento de que essa informação é irrelevante ou desimportante para os clientes é simplesmente ridículo. 
 Em uma entrevista concedida em 2008 à Media Life Magazine, quando perguntaram a ele e a Singh- "O que vocês acham que é o futuro da medicina alternativa?" - eles responderam: 
 Para nós, não existe isso de medicina alternativa. Existem tratamentos que são eficazes ou não, que são seguros ou não. As chamadas terapias alternativas precisam ser avaliadas e então classificadas como tratamentos bons ou tratamentos falsos. Esperamos que, no futuro, os bons tratamentos sejam adotados dentro da medicina convencional e os tratamentos falsos sejam abandonados. 
 Em um artigo publicado em 2009 juntamente com Michael Baum, intitulado "Deveríamos manter uma mente aberta com relação à homeopatia?", para o American Journal of Medicine, Ernst teceu fortes críticas à homeopatia: 
 A homeopatia está entre os piores exemplos de medicina baseada na fé ... Estes axiomas [da homeopatia] não estão apenas em desalinho com os fatos científicos, são diretamente contrários a eles. Se a homeopatia estiver correta, muito da física, da química e da farmacologia deve estar incorreta ... Ter uma mente aberta sobre a homeopatia ou formas de medicina alternativa igualmente implausíveis (como florais de Bach, cura espiritual, terapia com cristais), portanto, não é uma opção. Pensamos que a crença na homeopatia vai muito além de ter uma mente aberta. Devemos partir da premissa de que a homeopatia não tem como funcionar e que a evidência positiva reflete o viés de publicação ou falhas metodológicas até que se prove o contrário ... Nos perguntamos se algum tipo de evidência persuadiria os médicos homeopatas de sua auto-ilusão e os desafiaria a planejar um estudo metodologicamente sólido para testar seus métodos, que, se negativo, iria finalmente convencê-los a fechar a loja... A homeopatia é baseada em um conceito absurdo que nega o progresso na física e na química. Cerca de 160 anos após Homeopathy and Its Kindred Delusions, um ensaio de Oliver Wendell Holmes, ainda estamos debatendo se a homeopatia é um placebo ou não ... Princípios homeopáticos são conjecturas ousadas. Não houve corroboração espetacular de nenhum de seus princípios fundadores ... Após mais de 200 anos, ainda estamos esperando que os "hereges" da homeopatia se mostrem corretos, e nesse tempo os avanços em nossa compreensão das doenças, nossos progressos terapêuticos e cirúrgicos, e o prolongamento da expectativa e da qualidade de vida pelos chamados alopatas foram de tirar o fôlego. O verdadeiro cético, portanto, se orgulha de ter a mente fechada quando confrontado com afirmações absurdas que contrariam as leis da termodinâmica ou negam o progresso em todos os ramos da física, química, fisiologia e medicina. 

## More Harm Than Good?
Neste livro de 2018 da Springer Publishing, Ernst, juntamente com seu co-autor, o especialista em ética médica, Kevin Smith, adotam uma abordagem diferente de Trick or Treatment, que é, em vez de falar aos praticantes e pacientes das terapias alternativas, se dirigir aos eticistas e à comunidade científica. "Foi escrito para informar, não para entreter. Não é uma leitura fácil e divertida, mas é importante".
Em uma resenha do livro para a revista Skeptical Inquirer, Harriet Hall chama Ernst de "o maior especialista do mundo em evidências (ou falta delas) a respeito de terapias alternativas". Segundo Hall, os autores alegam que a medicina alternativa "explora pacientes, inclui dano físico, aflições mentais, perdas financeiras e danos a terceiros". Os autores escrevem as desculpas mais comuns que os praticantes das medicinas alternativas fazem quando "confrontados com evidências de que sua modalidade terapêutica não é tão eficaz ou segura quanto alegam", e respondem às dez principais com réplicas. O argumento de que a medicina alternativa ajuda até mesmo como um placebo é respondido por completo.

## Aposentadoria antecipada de Exeter
Ernst foi acusado pelo secretário particular do Príncipe Charles de ter violado um acordo de confidencialidade referente ao relatório Smallwood em 2005. Após ser submetido a uma investigação "muito desagradável" pela Universidade de Exeter, a universidade "aceitou sua inocência, mas continuou, em sua opinião, a tratá-lo como persona non grata. Toda alocação de recursos para os seus projetos parou, o que o forçou a usar seu financiamento principal e permitir que seus 15 funcionários fossem trabalhar noutros projetos." Ele se afastou em 2011, dois anos antes de sua aposentadoria oficial. Em julho de 2011, um artigo da Reuters descreveu sua "longa disputa com o Príncipe sobre os méritos das terapias alternativas" e afirmou que "acusou o herdeiro do trono britânico, Príncipe Charles, e outros proponentes de terapias alternativas na segunda-feira de serem "vendedores de banha de cobra" que promovem produtos sem base científica ", e que a disputa "lhe custou o emprego - a que o escritório do príncipe Charles negou responsabilidade".

## Outros trabalhos
Em uma publicação de maio de 1995 ao periódico Annals of Internal Medicine, Ernst detalhou a "limpeza" feita na faculdade de medicina da Universidade de Viena que permitiu que ocorressem as "atrocidades médicas" dos experimentos humanos realizados pelos nazistas . 

## Outros cargos de relevância
Em 2001, Ernst participou do Comitê Científico de Medicamentos à Base de Plantas do Conselho de Medicamentos da Irlanda. Em 2005, ele foi membro da Comissão de Medicamentos da Agência Britânica de Controle de Medicamentos, que determina quais substâncias podem ser vendidas e promovidas como medicamento. Em 2008 ele atuava em bancas de defesa como examinador externo em várias faculdades de medicina em vários países. Ele é membro fundador e membro do conselho do Institute for Science in Medicine, formado em 2009.
Em fevereiro de 2011, Ernst foi eleito membro do Committee for Skeptical Inquiry. Ele foi editor-chefe do periódico Focus on Alternative and Complementary Therapies, que ele fundou em 1995 e que encerrou suas atividades em 2016.

## Livros
- Homeopathy: A Critical Appraisal (com Eckhart G. Hahn). Butterworth-Heinemann 1998. ISBN   0-7506-3564-9 (Tradução: "Homeopatia: uma avaliação crítica").
- The Desktop Guide to Complementary and Alternative Medicine: An Evidence-based Approach. Elsevier Health Sciences 2006, 556 páginas. (Tradução: "O Guia de Mesa à Medicina Complementar e Alternativa: Uma Abordagem Baseada em Evidências").
- Complementary Therapies for Pain Management. An Evidence-Based Approach. Elsevier Science 2007. ISBN 978-0-7234-3400-9 (Tradução: "Terapias Complementares para o Tratamento da Dor. Uma abordagem baseada em evidências").
- The Oxford Handbook of Complementary Medicine. Oxford University Press 2008. ISBN 978-0-19-920677-3
- Trick or Treatment? Alternative Medicine on Trial (com Simon Singh). Transworld Publisher 2008. ISBN 978-0-593-06129-9 (Tradução: Truque ou Tratamento? Medicina Alternativa em Julgamento) (Título alternativo nos EUA: Trick or Treatment: The Undeniable Facts about Alternative Medicine).
- Healing, Hype, Or Harm?: Scientists Investigate Complementary Or Alternative Medicine (editor) Imprint Academic 2008, 120 páginas. (Tradução: Cura, moda ou dano?: Cientistas investigam a medicina alternativa)
- A Scientist in Wonderland: A Memoir of Searching for Truth and Finding Trouble. 2015. ISBN 978-1845407773. (Tradução Um cientista no país das maravilhas: memórias sobre buscar a verdade e achar encrenca)
- More Harm than Good?: The Moral Maze of Complementary and Alternative Medicine (com Kevin Smith), Springer 2018 ISBN 978-3319699400. (Tradução: "Mais mal que bem?: O labirinto moral da medicina alternativa".
- SCAM: So-Called Alternative Medicine (Ingram Book Company) 2018. 220 páginas.